# Martín Sebastián Rodríguez
Martín Sebastián Rodríguez Prantl (Montevideo, 20 settembre 1989) è un calciatore uruguaiano, portiere del Guaraní.